# Alopècia areata
L'alopècia areata és un trastorn en el qual es perd el cabell o el pèl (pèrdua que s'anomena alopècia) d'algunes o totes les àrees del cos, generalment del cuir cabellut. Causant taques calbes en el cuir cabellut, especialment en les primeres etapes. En un 1-2% dels casos, la malaltia es pot propagar a tot el cuir cabellut (alopècia total) o per tota l'epidermis (alopècia universal). Es produeixen també en altres espècies quadres semblants a l'alopècia areata i que tenen una causa similar.

## Causes
Es creu que el trastorn és autoimmunitari sistèmic en el qual el cos ataca els seus propis fol·licles pilosos i suprimeix o atura el creixement dels cabells. Per exemple, els limfòcits T s'agrupen al voltant dels fol·licles afectats, causant inflamació i la posterior pèrdua de cabells.

## Tractament
Si la regió afectada és petita, és raonable només observar la progressió de l'afectació, ja que el problema sovint retrocedeix de manera espontània i els cabells tornen a créixer.
En els casos de pèrdua de cabells severa, no s'ha demostrat gaire èxit en el tractament amb glucocorticoides potents com el clobetasol o la fluocinonida, ja sigui en forma d'injeccions locals o en crema.

## Pronòstic
En la majoria dels casos que comencen amb un petit nombre d'àrees de pèrdua de cabells, els cabells tornen a créixer després d'uns mesos a un any.